# Rugpositief

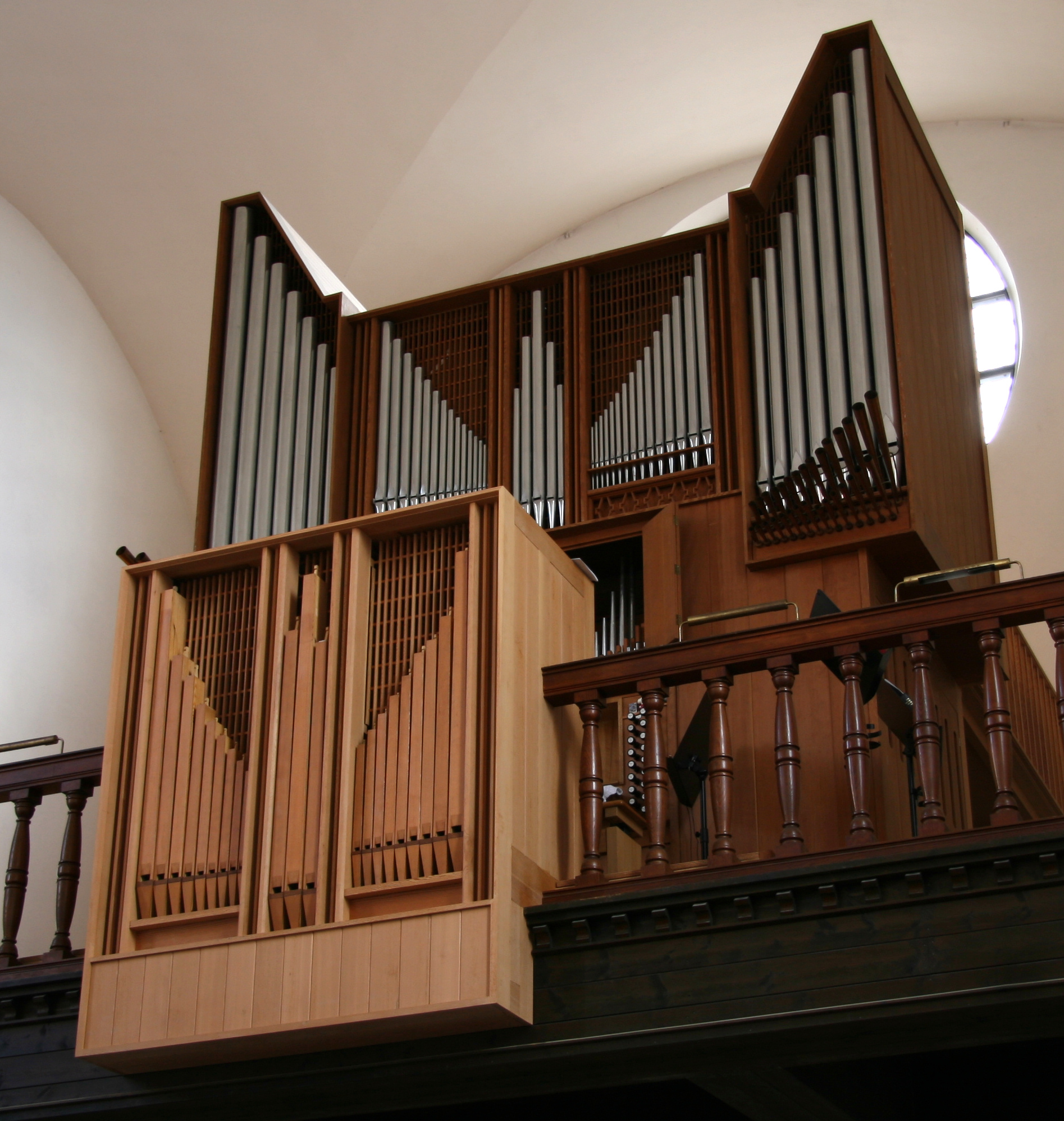
Het rugpositief is het voorste gedeelte van het orgel (Samuels Kirke, Kopenhagen)

Het rugpositief of rugwerk is een deel van het pijporgel dat door een eigen klavier wordt bespeeld. Dat is meestal het onderste klavier, maar bij sommige Franse orgels is dit het tweede klavier. Bij bepaalde pijporgels is de speeltafel tussen het rugwerk en het hoofdorgel geplaatst. Het rugpositief is dan het gedeelte waar de organist met zijn rug naartoe zit, vandaar deze naam.
Het rugwerk is vaak een kleinere weergave van het hoofdwerk. Wanneer het hoofdwerk als registers bijvoorbeeld een Prestant 8', een octaaf 4' en een superoctaaf 2' heeft, dan heeft het rugwerk meestal een Prestant 4', een octaaf 2' en soms ook een superoctaaf 1'.
Veel rugwerken hebben als tongwerken vaak een dulciaan 8', een kromhoorn 8', een vox-humana of bij grote orgels een trompet. In het rugwerk zijn vooral de fluiten aanwezig. Elke divisie heeft haar eigen soort klankkleur. Het hoofdwerk bestaat vooral uit prestanten en het zwelwerk of bovenwerk vooral uit strijkers en fluiten.
Van voren gezien is het rugpositief iets onder en naar voren van de grote orgelkas geplaatst.